# ASB Classic 2024
L'ASB Classic 2024 è stato un torneo di tennis giocato all'aperto sul cemento. È stata la 39ª edizione del torneo femminile, facente parte della categoria WTA 250 nell'ambito del WTA Tour 2024 e la 66ª edizione del torneo maschile, facente parte della categoria ATP Tour 250 nell'ambito dell'ATP Tour 2024. Entrambi i tornei si sono giocati all' ASB Tennis Centre di Auckland, in Nuova Zelanda, quello femminile dall'1 al 7 gennaio, quello maschile dall'8 al 14 gennaio.

## Partecipanti ATP

### Teste di serie
| Nazionalità | Giocatore             | Ranking* | Testa di serie |
| ----------- | --------------------- | -------- | -------------- |
| Stati Uniti | Ben Shelton           | 17       | 1              |
| Regno Unito | Cameron Norrie        | 18       | 2              |
| Argentina   | Francisco Cerúndolo   | 21       | 3              |
| Canada      | Félix Auger-Aliassime | 29       | 4              |
| Stati Uniti | Christopher Eubanks   | 34       | 5              |
| Francia     | Arthur Fils           | 36       | 6              |
| Austria     | Sebastian Ofner       | 43       | 7              |
| Australia   | Max Purcell           | 45       | 8              |

* Ranking al 1 gennaio 2024.

### Altri partecipanti
I seguenti giocatori hanno ricevuto una wildcard per il tabellone principale:
- Richard Gasquet
- Kiranpal Pannu
- Denis Shapovalov

I seguenti giocatori sono passati dalle qualificazioni:

- Alex Michelsen
- Alejandro Tabilo
- Alexandre Müller
- Luca Van Assche

### Ritiri
Prima del torneo
- Adrian Mannarino → sostituito da  Benjamin Bonzi
- Jan-Lennard Struff → sostituito da  Gaël Monfils

## Partecipanti ATP doppio

### Teste di serie
| Nazione     | Giocatore         | Nazione       | Giocatore        | Ranking* | Testa di serie |
| ----------- | ----------------- | ------------- | ---------------- | -------- | -------------- |
| Spagna      | Marcel Granollers | Argentina     | Horacio Zeballos | 15       | 1              |
| Argentina   | Máximo González   | Argentina     | Andrés Molteni   | 26       | 2              |
| Regno Unito | Jamie Murray      | Nuova Zelanda | Michael Venus    | 32       | 3              |
| Stati Uniti | Nathaniel Lammons | Stati Uniti   | Jackson Withrow  | 49       | 4              |

* Ranking al 1 gennaio 2024.

### Altri partecipanti
Le seguenti coppie di giocatori hanno ricevuto una wildcard per il tabellone principale:
- Marcus Daniell /  Ben McLachlan
- Artem Sitak /  Rubin Statham

Le seguenti coppie di giocatori sono entrate in tabellone come alternate:
- Anirudh Chandrasekar /  Vijay Sundar Prashanth
- Marcelo Demoliner /  Bart Stevens

### Ritiri
Prima del torneo
- Christopher Eubanks /  Ben Shelton → sostituiti da  Marcelo Demoliner /  Bart Stevens
- Fábián Marozsán /  Sebastian Ofner → sostituiti da  Anirudh Chandrasekar /  Vijay Sundar Prashanth

## Partecipanti WTA

### Teste di serie
| Nazionalità | Giocatrice       | Ranking* | Testa di serie |
| ----------- | ---------------- | -------- | -------------- |
| Stati Uniti | Coco Gauff       | 3        | 1              |
| Ucraina     | Elina Svitolina  | 25       | 2              |
| Ucraina     | Lesja Curenko    | 31       | 3              |
| Stati Uniti | Emma Navarro     | 32       | 4              |
| Rep. Ceca   | Marie Bouzková   | 34       | 5              |
| Cina        | Wang Xinyu       | 36       | 6              |
| Croazia     | Petra Martić     | 40       | 7              |
| Francia     | Varvara Gracheva | 43       | 8              |

* Ranking al 25 dicembre 2023.

### Altre partecipanti
Le seguenti giocatrici hanno ricevuto una wildcard per il tabellone principale:
- Amanda Anisimova
- Monique Barry
- Emma Raducanu
- Caroline Wozniacki

Le seguenti giocatrici sono passate dalle qualificazioni:

- Brenda Fruhvirtová
- McCartney Kessler
- Tereza Martincová
- Elena-Gabriela Ruse
- Lulu Sun
- Sachia Vickery

## Partecipanti WTA doppio
| Nazione     | Giocatore       | Nazione     | Giocatore             | Rank* | Testa di serie |
| ----------- | --------------- | ----------- | --------------------- | ----- | -------------- |
| Rep. Ceca   | Marie Bouzková  | Stati Uniti | Bethanie Mattek-Sands | 74    | 1              |
| Kazakistan  | Anna Danilina   | Slovacchia  | Viktória Hrunčáková   | 137   | 2              |
| Paesi Bassi | Bibiane Schoofs | Belgio      | Kimberley Zimmermann  | 144   | 3              |
| Francia     | Jessika Ponchet | Rep. Ceca   | Anna Sisková          | 260   | 4              |

* Ranking al 25 dicembre 2023.

### Altri partecipanti
Le seguinti giocatrici hanno ricevuto una wildcard per il tabellone principale:
- Monique Barry /  Elyse Tse
- Jade Otway /  Lulu Sun

## Punti
| Evento              | V   | F   | SF  | QF | 2T   | 1T | Q    | Q2   | Q1   |
| Singolare maschile  | 250 | 165 | 100 | 50 | 20   | 0  | 13   | 7    | 0    |
| Doppio maschile     | 250 | 150 | 90  | 45 | N.D. | 0  | N.D. | N.D. | N.D. |
| Singolare femminile | 250 | 163 | 98  | 54 | 30   | 1  | 18   | 12   | 1    |
| Doppio femminile    | 250 | 163 | 98  | 54 | N.D. | 1  | N.D. | N.D. | N.D. |

## Montepremi
| Evento              | V        | F       | SF      | QF      | 2T      | 1T     | Q2     | Q1     |
| Singolare maschile  | 100 640$ | 58 705$ | 34 510$ | 19 995$ | 11 610$ | 7 095$ | 3 550$ | 1 935$ |
| Doppio maschile *   | 35 000$  | 18 800$ | 11 000$ | 6 100$  | N.D.    | 3 600$ | N.D.   | N.D.   |
| Singolare femminile | 35 250$  | 20 830$ | 11 610$ | 6 608$  | 4 040$  | 2 890$ | 2 140$ | 1 380$ |
| Doppio femminile *  | 12 820$  | 7 210$  | 4 140$  | 2 470$  | N.D.    | 1 900$ | N.D.   | N.D.   |

* per team

## Campioni

### Singolare maschile
Alejandro Tabilo ha sconfitto in finale  Tarō Daniel con il punteggio di 6-2, 7-5.
• È il primo titolo in carriera per Tabilo.

### Singolare femminile
Coco Gauff ha sconfitto in finale  Elina Svitolina con il punteggio di 6(4)-7, 6-3, 6-3.
• È il settimo titolo in carriera per Gauff, il primo in stagione.

### Doppio maschile
Wesley Koolhof /  Nikola Mektić hanno sconfitto in finale  Marcel Granollers /  Horacio Zeballos con il punteggio di 6-3, 6(5)-7, [10-7].

### Doppio femminile
Anna Danilina /  Viktória Hrunčáková hanno sconfitto in finale  Marie Bouzková /  Bethanie Mattek-Sands con il punteggio di 6-3, 6(5)-7, [10-8].